# Salicina
La salicina es un compuesto β- alcohólico. La salicina se produce en (y se llama así) la corteza del sauce (Salix) y actúa como un agente antiinflamatorio en el cuerpo humano. También se encuentra en el castóreo, que se usó como analgésico, antiinflamatorio, y antipirético. La actividad del castóreo se ha acreditado por la acumulación de salicina de los sauces en la dieta del castor que se transforma en ácido salicílico y tiene una acción muy similar a la aspirina.
La salicina está estrechamente relacionada en su composición química con la aspirina. Cuando se consume, el puente éter acetálico se descompone. Las dos partes de la molécula: la glucosa y el alcohol salicílico se metabolizan a continuación por separado. Por oxidación de la función alcohol la parte aromática finalmente se metaboliza a ácido salicílico. 

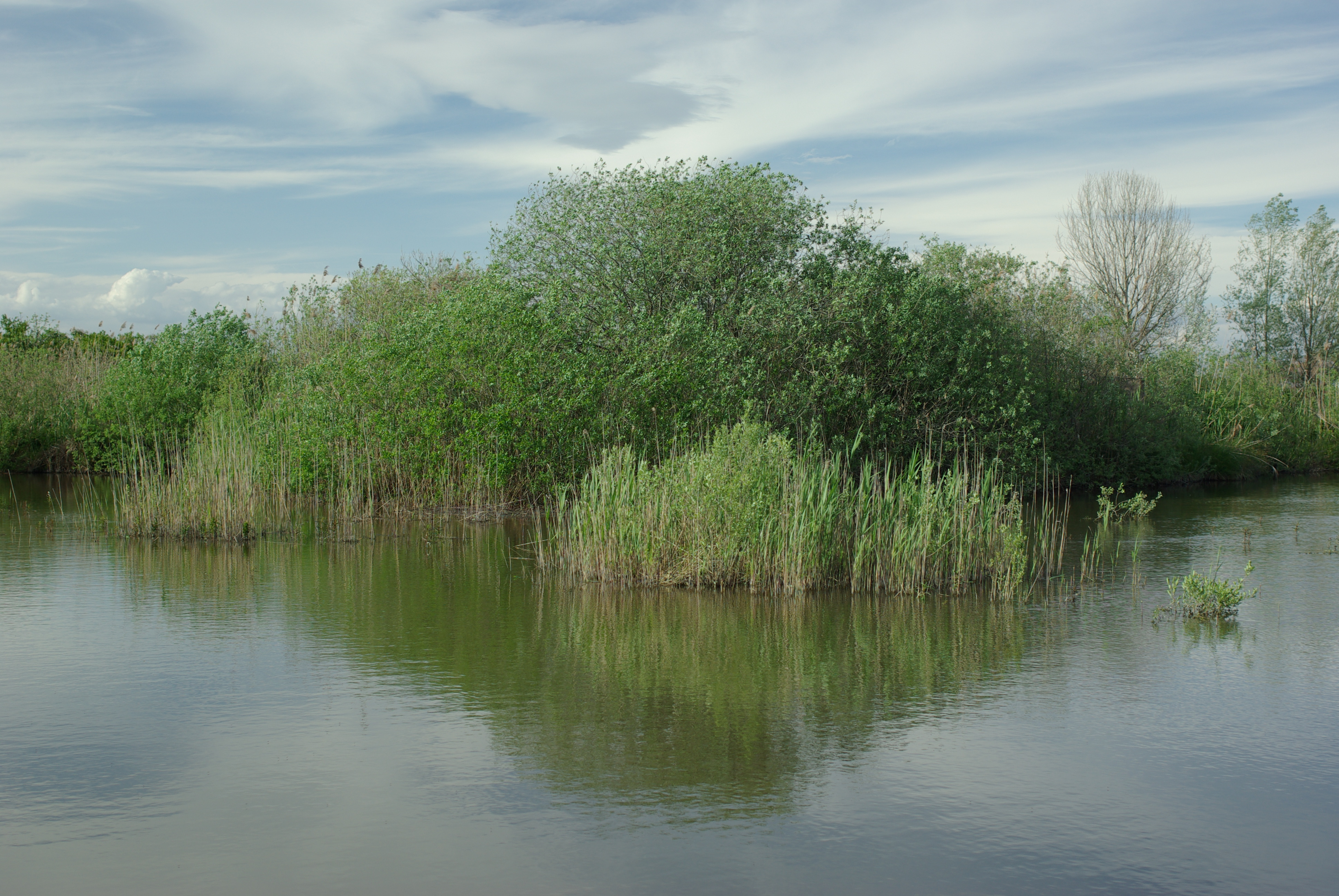
Sauces (Salix) en la orilla de un río

Tiene un sabor amargo como la quinina, cuando se consume. La escisión alcalina del glucósido populin produce benzoato y salicina.
Los efectos secundarios son leves, con casos raros de problemas de náuseas, vómitos, erupción cutánea, mareos y problemas respiratorios. 
La sobredosis de salicina puede ser tóxica: puede dañar los riñones, causar úlceras estomacales, diarrea, sangrado o malestar digestivo. Algunas personas pueden ser alérgicas o sensibles a los salicilatos y sufrir reacciones similares a las producidas por la aspirina. 
No deben tomar salicina las personas que tienen asma, diabetes, Gota, gastritis, hemofilia o úlceras estomacales; también está contraindicada en los niños menores de 16 años y en las mujeres embarazadas y lactantes.